# Andonis Tsiftsis
Andonios (Andonis) Tsiftsis (gr. Αντώνιος (Αντώνης) Τσιφτσής, ur. 21 lipca 1999 w Janitsy) – grecki piłkarz występujący na pozycji bramkarza w Asteras Tripolis.

## Kariera klubowa
Tsiftsis grę w piłkę nożną rozpoczął w wieku 10 lat w Anagennisi Janitsa, gdzie szkolił się do gry na pozycji napastnika. Po dwóch tygodniach przeniósł się do Athlitiki Akademia Janitsa, gdzie trenował jego kuzyn. Tam został ze względu na swój wzrost przekwalifikowany na pozycję pomocnika, następnie obrońcy i finalnie bramkarza. W sierpniu 2015 roku odbył testy w Asteras Tripolis, po których otrzymał stypendium i rozpoczął występy w zespole U-17. Dwa miesiące później przeniesiono go do drużyny U-21. W maju 2016 roku podpisał z tym klubem swój pierwszy zawodowy kontrakt.
Latem 2017 roku włączono go do składu zespołu seniorów. 2 kwietnia 2018 zadebiutował w Superleague Ellada w wygranym 4:0 spotkaniu z FC Platanias, zmieniając w 81. minucie Jorgosa Atanasiadisa. Kolejne ligowe występy zaliczył w lipcu 2020 roku. Na początku 2021 roku zastąpił kontuzjowanego Nikosa Papadopulosa i od tego momentu rozpoczął z nim rywalizację o miejsce w podstawowym składzie. Wiosną 2021 roku przedłużył swoją umowę z Asteras Tripolis o kolejne cztery lata.
W lipcu 2023 roku Tsiftsis został wypożyczony na 12 miesięcy do Rakowa Częstochowa prowadzonego przez Dawida Szwargę. 19 sierpnia zadebiutował w Ekstraklasie w wygranym 2:0 meczu ze Stalą Mielec.

## Kariera reprezentacyjna
W 2015 roku zaliczył 1 występ w reprezentacji Grecji U-17 w towarzyskim meczu przeciwko Walii w Bangor (0:1). W 2017 roku rozegrał 3 spotkania w kadrze U-19 prowadzonej przez Janisa Gumasa.

## Statystyki
Aktualne na: 7 grudnia 2023
| Klub               | Sezon              | Liga               | Liga  | Liga   | Puchar kraju | Puchar kraju | Puchar ligi | Puchar ligi | Europa | Europa | Inne  | Inne   | Razem | Razem  |
| Klub               | Sezon              | Liga               | Mecze | Bramki | Mecze        | Bramki       | Mecze       | Bramki      | Mecze  | Bramki | Mecze | Bramki | Mecze | Bramki |
| ------------------ | ------------------ | ------------------ | ----- | ------ | ------------ | ------------ | ----------- | ----------- | ------ | ------ | ----- | ------ | ----- | ------ |
| Asteras            |                    |                    |       |        |              |              |             |             |        |        |       |        |       |        |
| 2017/2018          | Superleague Ellada | 1                  | 0     | 0      | 0            | —            | —           | —           | —      | —      | —     | 1      | 0     |        |
| 2018/2019          | Superleague Ellada | 0                  | 0     | 0      | 0            | —            | —           | —           | —      | —      | —     | 0      | 0     |        |
| 2019/2020          | Superleague Ellada | 2                  | 0     | 0      | 0            | —            | —           | —           | —      | —      | —     | 2      | 0     |        |
| 2020/2021          | Superleague Ellada | 16                 | 0     | 1      | 0            | —            | —           | —           | —      | —      | —     | 17     | 0     |        |
| 2021/2022          | Superleague Ellada | 18                 | 0     | 0      | 0            | —            | —           | —           | —      | —      | —     | 18     | 0     |        |
| 2022/2023          | Superleague Ellada | 7                  | 0     | 0      | 0            | —            | —           | —           | —      | —      | —     | 7      | 0     |        |
| Łącznie            | Łącznie            | 44                 | 0     | 1      | 0            | 0            | 0           | 0           | 0      | 0      | 0     | 45     | 0     |        |
| Raków (wyp.)       | 2023/2024          | Ekstraklasa        | 1     | 0      | 0            | 0            | —           | —           | 0      | 0      | —     | —      | 1     | 0      |
| Łącznie w karierze | Łącznie w karierze | Łącznie w karierze | 45    | 0      | 1            | 0            | 0           | 0           | 0      | 0      | 0     | 0      | 46    | 0      |

## Życie prywatne
Pochodzi ze wsi Nea Pela w regionie Macedonia Środkowa. Ma dwoje starszego rodzeństwa: brata Konstandinosa (ur. 1996) i siostrę Linę (ur. 1997). W młodości wzorował się na Oliverze Kahnie i Manuelu Neuerze.